# مذحج
مَذْحِجٌ قبيلة عربيَّةٌ كبيرة، من القبائل العربيَّة الكهلانية القحطانية، من أقدم وأعرق وأشهر القبائل في جزيرة العرب، ويعود أقدم ذِكر لها في القرن الرابع ق.م، وتُعَدُّ قبيلة مَذْحِجٍ من جماجم العرب الكبرى.

## نسب مَذْحِج
- مَذْحِجٌ، وهو مَالِكُ بْنُ أُدَدِ بْنِ زَيْدِ بْنِ يَشْجُبَ بْنِ عَرِيبِ بْنِ زَيْدِ بْنِ كَهْلَانَ بْنِ سَبَأِ، وهو قولُ ابْنِ الكَلْبِيِّ وابْنِ حَزْم.[10][11]

ويُقال إنَّه لقب مَذْحِجٍ؛ لأنه ولد على أَكَمَةٍ حَمراءَ في اليمن يقال لها مَذْحِج، وفي ذلك قال أبو عبد الله بن الأعرابي:«مَذْحِجٌ أَكَمَةٌ وُلِدَ عَلَيْهَا أَبُو هَذِه الْقَبِيلَة فَسُمّي بهَا.».

## بطون قبائل مذحج
يتفرع من ولد مالك (مذحج) خمسة فروع وهم: جَلْد بن مَذْحـِج، ويُحابر وهو مراد بن مَذْحـِج، وزيد وهو عَنْس بن مَذْحِـج، وسَعْد العَشيرة بن مذحج وإنما سمي سعد العشيرة لأنه كان يركب من ولده لصُلبه في ثلاثمائة فارس، ولميس بن مذحج.
وولد سَعْد العشيرة ابن مذحج: الحَكَـم بن سعد العشيرة وبه كان يكنى (أبا الحكم)، والصعب، ونمرة، وجُعْفِي، وعائذ الله، وأوس الله، وهذان، وزيد الله، وأنس الله، والحُر.

ولدُ مُراد بن مالك (مَذْحـِج): ناجية، وزاهر. ومن بني عوبثان بن زاهر بن يُحابر فارس مذحج المشهور قيس بن المكشوح المرادي .

ولدُ عنس بن مَذْحـِج: سعد الأكبر، وسَعْد الأصغر، وعمرو، وعامر، ومعاوية، وعزيز، وعتيك، وشهاب، ومالك، ويام، وجُشـم، والقِرية.

ولد جَلْد بن مالك (مَذْحـِج): عُلة بن جَلْد بن مالك. فولد عُلَة بن جَلْد: عمرو بن عُلَة، وحَرْب بن عُلْة بن جَلْد بن مالك فولد حرب بن عُلَة: منبه، ويزيد.

ولد يزيد بن حَرب بن عُلة: صُداء، بطن ضخم، ومُنبه، والحارث، والغلى، وسِنحان، وهِفان، وشِمْران، وتحالف هؤلاء الستة على ولد أخيهم صُداء، فسُموا جَنْب. ومنهم كان معاوية بن عمرو بن معاوية بن الحارث بن مُنبه بن يزيد بن حرب بن عُلَة، الذي تزوج عبيدة بنت المهلهل بن ربيعة التغلبي ومهَرها أدَماً فأولدت قبيلاً عظيماً في جنب يعرفون ببني عبيدة، فقال في ذلك أبوها:
سُموا جَنْب: حالفت جَنْـب وهم الستة المذكورون بنو يزيد بن حرب بن عُلة بن جلد بن مالك (مذحج)، بني عمهم سعد العشيرة، وحالفت صُداء إخوتهم، بني الحارث بن كعب بن عمرو بن عُلة بن جَلْد بن مالك (وهو مذحج).

ولد عمرو بن عُلة: كعب، عامر، جَسْر وهو النخع. فولد عامر بن عمرو بن عُلَة: مُسلية، بطنٌ، صار مع بني الحارث بن كعب.
ولد النخع بن عمرو بن عُلة: مالك، وعوف، وهو المِشر. ومنهم زارة بن قيس بن الحارث له وفادة على رسول الله وأيضاً منهم إبراهيم بن الأشتر، واسمه مالك بن الحارث بن عبد يغوث بن النخع، وأرطاة بن كَعْب بن شراحيل بن كعب، وفد على رسول الله، وكذلك عقد له لواءً شهد له القادسية.

ولدُ الحارث بن كعب بن عمرو بن عُلة بن جلد بن مالك (مذحج): كعب، وربيعة. فولد كعب بن الحارث بن كعب: ربيعة، ومالك، ومويلك، فمويلك وهؤلاء يعرفون بأمهم عُقدة (بنو عٌقْدة). ومن بني مالك بن كعب بن الحارث بن كعب: بنو عبد المدان، واسمه عمرو بن الديان، واسم الديان يزيد، وهم بيتُ مّذْحـِج وأخوالُ أبي العباس السفَّاح.
وجاء في كتاب «منال الطالب» لابن الأثير: أن عمر بن الخطاب سأل عمرو بن معديكرب، وكان أنفذه سعد بن أبي وقاص رضي الله عنه بعد فتح القادسية، فراح عمر يسأله عن قبائل الجيش الفاتح فقال: ما قولك في علة بن جلد؟ قال عمرو: أولئك فوارس أعراضنا، وشفاء أمراضنا، وأقلنا هربا قال عمر: فسعد العشيرة؟ قال: أعظمنا خميسا، وأكبرنا رئيسا، وأشدنا شريسا قال: فبنو الحارث؟ قال: حَسَكة مَسَكة قال فمُراد؟ قال: أولئك الأتقياء البررة، والمساعير الفخرة، أكرمنا قراراً وأبعدنا آثاراً. قال ابن الأثير معلقا: يريد أن سعد العشيرة أكثر مذحج جيشا، وأكبرهم في الرياسة والتقدم، وأشدهم بأسا وشجاعة. فقد جمعوا بين الكثرة والرئاسة والشدة.

## وفود قبائل مذحج على النبي
- وفد بني الحارث بن كعب

بعث رسول الله صلى الله عليه وسلم خالد بن الوليد في شهر ربيع الأول سنة عشر، سرية في أربعمائة إلى بني الحارث بن كعب بنجران وأمره أن يدعوهم إلى الإسلام ثم كتب خالد إلى رسول الله صلى الله عليه وسلم يخبرهم بإسلامهم فكتب إليه رسول الله صلى الله عليه وسلم:
«بسم الله الرحمن الرحيم، من محمد النبي رسول الله إلى خالد بن الوليد، سلام عليك، فإنّي أحمد الله إليك الذي لا إله إلا هو: أما بعد فإن كتابك جاءني مع رسلك بنجران أن بني الحارث قد أسلموا قبل أن يقاتلوا وأجابوا ما دعوتهم إليه من الإسلام وشهادة أن لا إله إلا الله وحده لا شريك له وأن محمدا عبده ورسوله وأن قد هداهم الله بهداه فبشرهم وأنذرهم وأقبل وليقبل معك وفدهم، والسلام عليك ورحمة الله وبركاته».
فأقبل خالد بن الوليد إلى رسول الله وأقبل وفد بني الحارث بن كعب فيهم قيس بن الحصين بن يزيد بن قنان ذو الغصة، ويزيد بن عبد المدان، ويزيد بن المحجَّل، وعبد الله بن قريظ الزيادي، وشداد بن عبد الله القَناني، وعمرو بن عبد الله الضبابي فلما قدموا على رسول الله فرآهم قال: من هؤلاء القوم كأنهم رجال الهند؟ قيل: يا رسول الله هؤلاء بنو الحارث بن كعب، فلما وقفوا عند رسول الله سلموا عليه، فقالوا: نشهد أن لا إله إلا الله وأنك رسول الله، فقال رسول الله: «وأنا أشهد أن لا إله إلا الله وأني رسول الله، ثم قال رسول الله: أنتم الذين إذا زجروا استقدموا»، فلم يراجعه منهم أحد، ثم أعادها رسول الله الثانية والثالثة والرابعة، فقال يزيد بن عبد المدان: نعم يا رسول الله، نحن الذين إذا زجرنا استقدمنا، فقالها أربع مرات، فقال رسول الله: «لو أن خالد بن الوليد لم يكتب إليَّ فيكم أنكم أسلمتم ولم تقاتلوا لألقيت رؤوسكم تحت أقدامكم»، فقال يزيد بن عبد المدان: أما والله يا رسول الله ما حمدناك ولا حمدنا خالدا، فقال: فمن حمدتم؟ قالوا: حمدنا الله الذي هدانا بك، قال: صدقتم، ثم قال رسول الله: «بم كنتم تغلبون من قاتلكم في الجاهلية؟» قالوا: لم نكن نغلب أحدا، فقال رسول الله: «بلى قد كنتم تغلبون من قاتلكم»، قالوا: يا رسول الله، كنا نغلب من قاتلنا أنا كنا بني عبيد وكنا نجتمع ولا نتفرق، ولا نبدأ أحدا بظلم، قال: «صدقتم»، ثم أمّر رسول الله على بلحارث بن كعب قيس بن الحصين فرجع فرجع وفد بلحارث بن كعب إلى قومهم ولم يمكثوا بعد أن قدموا إلى قومهم إلا أربعة أشهر حتى توفي رسول الله.
- وفد بني الحكم إلى النبي

وفد سيد بني الحكم الصحابي الجليل عبد الجد بن ربيعة الحكمي أسلم عام الوفود في السنة العاشرة للهجرة النبوية حين وفد على النبي ﷺ في قومه، ترجم له ابن حجر العسقلاني وأورد أنه كان عند رسول الله وعنده ناس من أهل اليمن فدعا رسول الله للقوم بماء فلم يشرب أحدٌ إلا النبي ورجلٌ يستره فقال عيينة بن حصن: ما هذه السُنَّـة يا رسول الله؟ فقال النبي ﷺ: « الحياء رُزِقَهُ أهل اليمن إذ حرمه قومك ». وقال بن منده مثل بن عبد البر سواء وزاد عداده في أهل مصر ثم ساق من طريق سعيد بن عفير حدثني خلف بن المنهال حدثنا المصطلق بن سليمان بن الخطاب الحكمي عن الخطاب بن نصير الحكمي عن عبدِ اللّه بن حُلَيْل عن عبد الجَدِّ بن ربيعة: أَنه كان عند النبي صَلَّى الله عليه وسلم، وعنده ناس من أَهل اليمن، وعنده عُيَيْنَة بن حِصْن، فدعا القوم فقاموا: فما بقي فينا أَحد إِلا النبي صَلَّى الله عليه وسلم ورجل يستره بثوبه، فقلت: ما هذه السُّنَّة؟ فقال رسول الله صَلَّى الله عليه وسلم: «هذا الحياءُ، رُزِقه أَهلُ اليمنِ وحُرِمَه قَوْمُك».أخرجه الثلاثة
ومن مفاخر هذا الصحابي الجليل والشيخ المهيب عندما بسط النبي له رداءه الشريف ليجلس عليه مقرباً به هذا الشيخ اليه ومرحباً به، وكان النبي صلى الله عليه وسلم يعطي لكل ذي قدر قدرة من الاحترام والتبجيل وقد خص النبي صلى الله عليه وسلم بعض زعماء القبائل العربية بفرش ردائه إكراماً لهم عند مقدمهم إليه. قال لسان العرب الحسن بن أحمد الهمداني قصيدة ممتدحاً بعض ملوك وأقيال وسادات وأشراف اليمن وهم ستة الأبيض بن حمل المأربي، جرير بن عبد الله البجلي، أبرهة بن شرحبيل الحميري، وائل بن حجر الحضرمي، عبد الجد بن ربيعة الحكمي، الحارث بن عبد كلال الحميري الذين فرش لهم النبي صلى الله عليه وسلم رداءه الشريف إكراماً لهم:
- وفد عمرو بن معديكرب مع قومه بني زبيد من سعد العشيرة

وقد كان عمرو بن معدي كرب قال لقيس بن مكشوح المرادي حين انتهى إليهم أمر رسول الله صلى الله عليه وسلم: يا قيس إنك سيد قومك، وقد ذكر لنا أن رجلا من قريش يقال له: محمد قد خرج بالحجاز يقال: إنه نبي، فانطلق بنا إليه حتى نعلم علمه فإن كان نبيا كما يقول، فإنه لن يخفى علينا إذا لقيناه اتبعناه، وإن كان غير ذلك علمنا علمه. فأبى عليه قيس ذلك وسفه رأيه، فركب عمرو بن معدي كرب حتى قدم على رسول الله صلى الله عليه وسلم فأسلم وصدقه وآمن به.
فلما بلغ ذلك قيس بن مكشوح أوعد عمرا وقال: خالفني وترك أمري ورأيي.
فقال عمرو بن معدي كرب في ذلك:
- وفود فروة بن مسيك المرادي أحد رؤساء قومه مراد إلى النبي

قدم فروة بن مسيك المرادي مفارقا لملوك كندة، ومباعدا لهم إلى رسول الله صلى الله عليه وسلم وقد كان بين قومه مراد وبين همدان وقعة قبيل الإسلام، أصابت همدان من قومه حتى أثخنوهم، وكان ذلك في يوم يقال له الردم، وكان الذي قاد همدان إليهم الأجدع بن مالك.
ولما توجه فروة بن مسيك إلى رسول الله صلى الله عليه وسلم مفارقا ملوك كندة قال:
قال: فلما انتهى فروة إلى رسول الله صلى الله عليه وسلم قال له - فيما بلغني -: «يا فروة هل ساءك ما أصاب قومك يوم الردم».
فقال: يا رسول الله من ذا الذي يصيب قومه ما أصاب قومي يوم الردم لا يسوءه ذلك؟ فقال له رسول الله صلى الله عليه وسلم: «أما إن ذلك لم يزد قومك في الإسلام إلا خيرا». واستعمله على مراد وزبيد ومذحج كلها، وبعث معه خالد بن سعيد بن العاص على الصدقة، فكان معه في بلاده حتى توفي رسول الله صلى الله عليه وسلم.
- وفد زياد بن الحارث الصدائي إلى النبي

قال: أتيت رسول الله صلى الله عليه وسلم فبايعته على الإسلام، فأخبرت أنه قد بعث جيشا إلى قومي. فقلت: يا رسول الله أردد الجيش وأنا لك بإسلام قومي وطاعتهم. فقال لي: «اذهب فردهم». فقلت: يا رسول الله!إن راحلتي قد كلت، فبعث رسول الله صلى الله عليه وسلم رجلا فردهم. قال الصدائي: وكتبت إليهم كتابا فقدم وفدهم بإسلامهم. فقال لي رسول الله صلى الله عليه وسلم: «يا أخا صداء!إنك لمطاع في قومك». فقلت: بل هو الله هداهم للإسلام. فقال: «أفلا أومرك عليهم». قلت: بلى يا رسول الله. قال: فكتب لي كتابا أمرني. فقلت: يا رسول الله مر لي بشيء من صدقاتهم. قال: «نعم!». فكتب لي كتابا آخر. قال الصدائي: وكان ذلك في بعض أسفاره، فنزل رسول الله صلى الله عليه وسلم منزلا فأتاه أهل ذلك المنزل يشكون عاملهم، ويقولون: أخذنا بشيء كان بيننا وبين قومه في الجاهلية. فقال رسول الله: «أوفعل ذلك؟». قالوا: نعم!. فالتفت رسول الله صلى الله عليه وسلم إلى أصحابه وأنا فيهم فقال: «لا خير في الإمارة لرجل مؤمن». قال الصدائي: فدخل قوله في نفسي ثم أتاه آخر فقال: يا رسول الله أعطني. فقال رسول الله صلى الله عليه وسلم: «من سأل الناس عن ظهر غنى فصداع في الرأس وداء في البطن». فقال السائل: أعطني من الصدقة. فقال رسول الله: «إن الله لم يرض في الصدقات بحكم نبي ولا غيره حتى حكم هو فيها، فجزأها ثمانية أجزاء، فإن كنت من تلك الأجزاء أعطيتك». قال الصدائي: فدخل ذلك في نفسي أني غني، وإني سألته من الصدقة. قال: ثم إن رسول الله اعتشى من أول الليل فلزمته وكنت قريبا، فكان أصحابه ينقطعون عنه، ويستأخرون منه ولم يبق معه أحد غيري، فلما كان أوان صلاة الصبح أمرني فأذنت، فجعلت أقول: أقيم يا رسول الله؟ فجعل ينظر ناحية المشرق إلى الفجر، ويقول: «لا» حتى إذا طلع الفجر نزل فتبرز، ثم انصرف إلي وهو متلاحق أصحابه، فقال: «هل من ماء يا أخا صداء؟». قلت: لا إلا شيء قليل لا يكفيك. فقال: «اجعله في إناء ثم ائتني به». ففعلت فوضع كفه في الماء قال: فرأيت بين إصبعين من أصابعه عينا تفور. فقال رسول الله صلى الله عليه وسلم: «لولا أني أستحي من ربي عز وجل لسقينا واستقينا، ناد في أصحابي من له حاجة في الماء». فناديت فيهم فأخذ من أراد منهم شيئا، ثم قام رسول الله صلى الله عليه وسلم إلى الصلاة فأراد بلال أن يقيم. فقال له رسول الله: «إن أخا صداء أذن ومن أذن فهو يقيم». قال الصدائي: فأقمت، فلما قضى رسول الله الصلاة أتيته بالكتابين، فقلت: يا رسول الله أعفني من هذين. فقال: «ما بدا لك؟». فقلت: سمعتك يا رسول الله تقول: «لا خير في الإمارة لرجل مؤمن» وأنا أومن بالله وبرسوله. وسمعتك تقول للسائل: «من سأل الناس عن ظهر غنى فهو صداع في الرأس وداء في البطن» وسألتك وأنا غني. فقال: «هو ذاك، فإن شئت فأقبل وإن شئت فدع». فقلت: أدع. فقال لي رسول الله: «فدلني على رجل أؤمره عليكم». فدللته على رجل من الوفد الذين قدموا عليه فأمره عليهم. ثم قلنا: يا رسول الله إن لنا بئرا إذا كان الشتاء وسعنا ماؤها واجتمعنا عليها، وإذا كان الصيف قل ماؤها فتفرقنا على مياه حولنا، فقد أسلمنا وكل من حولنا عدو، فادع الله لنا في بئرنا فيسعنا ماؤها، فنجتمع عليه ولا نتفرق! فدعا سبع حصيات فعركهن بيده ودعا فيهن. ثم قال: «اذهبوا بهذه الحصيات فإذا أتيتم البئر فألقوا واحدة واحدة، واذكروا الله». قال الصدائي: ففعلنا ما قال لنا فما استطعنا بعد ذلك أن ننظر إلى قعرها - يعني: البئر -.
وهذا الحديث له شواهد في سنن أبي داود، والترمذي، وابن ماجه.
- وفد جعفي من سعد العشيرة

ذكر أنهم كانوا يحرمون أكل القلب، فلما أسلم وفدهم أمرهم رسول الله صلى الله عليه وسلم بأكل القلب، وأمر به فشوي وناوله رئيسهم وقال: «لا يتم إيمانكم حتى تأكلوه» فأخذه ويده ترعد فأكله وقال:

## الممالك والمخاليف في الجاهلية والإسلام
- مخلاف حكم

بلاد حكم وهي خمسة أيام في أودية بلد همدان وخولان، هو نسبه إلى قبيلة الحكم بن سعد العشيرة أكبر أبناء سعد العشيرة من مذحج، وقاعدته مدينة الخصُوف على عدوة وادي خُلب ' والشَّرجة ساحله (مرساه). وملوكه من حكم آل عبد الجدَ. وفيه مُدن مثل الهجر والخصوف والساعد والسقيفتين والشرجة ساحله، وببلد حكم قرى كثيرة مثل العداية والركوبة والمخارف والقليق وضمد والمخاريف وصبيا وطرطر والقحمة أيضا على ساحل البحر وبها وادي حرض وحيران وخِدلان وواديا بني عبس ووادي الحيد ووادي تعشر ووادي جُحفان ووادي لية ووادي خُلب ووادي زائرة ووادي شابة وضمد وجازان وصبيا وملوكه من ذكرنا من الحكميين ثم آل عبد الجد. ويتمد هذا المخلاف من أودية عبس جنوباً إلى وادي صبيا شمالاً وبالساعد أشراف حكم بنو عبد الجد. وذكر البعض أنهم اسسوا المخلاف السليماني ونسبة المخلاف مختلفة بين العديد من القبائل.
- مخلاف نجران

نجران كانت مستقلة بشؤونها، يديرها ساداتها وأشرافها، ولها نظام سياسي وإداري خاص تخضع له، ولم يكن للفرس عليها سلطان، وكان أهلها من بني الحارث بن كعب من مذحج، وكانوا نصارى في التاريخ ماقبل الإسلام ومن أشرافها بنو عبدالمدان بن الديان أصحاب كعبة نجران، سكن بنو الحارث مخلاف نجران الذي يجمع كثيرًا من القرى ويتصل فيه المدينة والوادي، وأستقروا في هذا المخلاف إلى جوار قبيلة همدان. واستمر سكن بني الحارث في نجران إذ كان ملك نجران في بني زياد من بيت عبد المدان من بني الحارث. وهناك مناطق سكنها بنو الحارث أشار إليها (البكري) هي: الصعيب، وقرى، وجبل كوكب، ويضيف إليها (ياقوت الحموي) خدوراء، وأصغر، وعاد، والمدلاء وهي رملة قرب نجران الجزء الشرقي منها لبني الحارث، والنضارات وهي أودية. قال الهمداني في الصفة:، وأول الأودية بين نجران والجوف وادي قضيب فيه من مياه بلحارث بن كعب: الأغبر والجموم وماوّة وخليقا بأسفله ومذرك... ثم الخل بین قضیب والیتمة.. ویسمی ما بین الجوف ونجران الأفراط واحدها فرط، وأكثر من يكون بالأفراط من بلحارث بنو معاوية منهم.. ومن مياه بلحارث: البراق ماء بأعلى وادي ثار.. والحصينية على شط الوادي دون النهية نهية حبونن، والربيعية بأسفل نجران ومذود والهرار والبتراءة. وكانت تلك الوديان والمناطق في نجران لبني الحارث بن کعب منذ عصور معین.
- مملكة الانباط

مملكة أقيمت في الأردن وعاصمتها البتراء بزعامة بني الحارث من مذحج سنة 169 ق.م - 106م. كانت تمتد من جنوب فلسطين وشرق الأردن وسوريا الشرقية الجنوبية إلى شمالي الجزيرة العربية.
- مملكة المناذرة

مملكة أقيمت في العراق وعاصمتها الحيرة بزعامة لخم سنة 3000م - 602م تولى حكمها أوس بن قُلام الحارثي بأمر من الملك الفارسي سابور على الحيرة وأعمالها وكان المُلك من قبله لقبيلة لخم فثاروا عليه فقتلوه.
- مملكة معين

مملكة أقيمت في الجوف وعاصمتها براقش بزعامة مراد سنة 400 ق.م - 200م وكان زعماء وملوك معين من بني غطيف بن عبد الله من مراد بن مذحج وحكمها أيضاً بني هانئ وأوس وقضاعة. وفي ذلك قال في الجاهلية فروة بن مسيك الغطيفي المرادي:
- دولة بني مزين

هم بنو أود بن صعب بن سعد العشيرة من مذحج (مالك) وقال ابن الكلبي إن معد بن عدنان ولد أودا، فانتسبوا في مذحج، ويعتبر مزين بن موسى الاودي، وهو الداخل إلى الأندلس والجد الأعلى لبني مزين الذين استقروا في منطقة اكشبونة في مدينة طليطلة. واستطاعت هذه الأسرة بعد انفراط عقد الخلافة الأموية وتغلب ملوك الطوائف أن تكون لها إمارة في جنوب البرتغال، وقد أتخذت مدينتي شلب وباجة قاعدة لها، وتعاقب عليها أفرادها من ولد يحيى بن إبراهيم بن مزين حتى خلع آخرهم عنها، وهو عيسى بن أبي بكر محمد الملقب بالمظفر على يد المعتضد بن عباد سنة 445هـ/1063م.
- هكر

هَكِــر: بفتح الهاء وكسر الكاف وبالراء المهملة، وهي من البلدان الحميرية المشهورة، وهي مصنعة قائمة، في وسطها حقل يحيط به تلال من يمناه وشماله، وبجانبها قرية الأهجر وهي قرية خاربة من مديرية عنس، ويقول الشاعر الحميري:
وهي مدينة «لمالك بن سقار بن مذحج»، وكذلك حصن باليمن من أعمال ذمار، وهي قرية أثرية تاريخية، تقوم على أنقاضها قرية حديثة تحمل الاسم نفسه وترجع إلى مخلاف عنس وأعمال ذمار وهناك نقش بخط المسند على مدخل المسجد يرجع إلى عام (281 ميلادية)، يذكر الملك «شمر يهرعش» ملك سبأ وذو ريدان وحضرموت ويمنات، ونقش آخر يحمل اسم الملك «ياسر يهنعم» وكلا النقشين يتعلقان بمدينة هَكِر باليمن بين لحج ومرخة.
- مخلاف عنس

بلاد عنس هو رأس مخاليف ذمار وساكنيه اليوم بعض قبائل «عنس بن مذحج»، ويقال إنه منسوب «لعنس بن زيد بن سدد بن زرعة بن سبأ الأصغر ومن توابع مخلاف عنس (زُبيد) بضم الأول مع» التصغير «، وهي من مذحج من ولد زبيد، وهو» منبه بن صعب بن سعد العشيرة بن مالك (مذحج).
- مخلاف جُعفي

جُعفي بن سعد العشيرة بن مالك بن أدد بن زيد بن يشجب بن عريب، بينه وبين صنعاء اثنان وأربعون فرسخا. مرخة قبيلة كبيرة من مذحج. هم بنو جعف بن سعد العشيرة بن مالك بن أدد، كانت تسكن غرب حضرموت، ذكر الهمداني في الصفة عند الحديث عن باليمن بين لحج ومرخة كثيرة لجعفي.
- مخلاف زبيد

نسبة إلى زبيد بن الصعب بن سعد العشيرة بن مالك (مذحج).
- مخلاف جنب

وهي ستّ قبائل: منبّه والحارث والغلى وسنحان وشمران وهفّان بنو يزيد بن حرب ابن علة بن جلد بن مالك بن أدد جانبوا إخوتهم صداء وحالفوا سعد العشيرة فسمّوا جنبا.
- مخلاف سنحان

وهم من جنب أيضا ولهم مخلاف مفرد ومخلاف جنب وما بين منقطع سراة خولان بحذاء بلد وادعة إلى جرش وفيها قرى وحصون ومساكن ومزارع، وهو شبيه بالعارض من أرض اليمامة وله أودية تهامية ونجدية ولهم الجبل الأسود، ومن ديارهم راحة ومحلاة واديان يصبان من الجبل الأسود إلى نجد شرقا.

## الصحابة والأعلام من قبائل مذحج
- الشاعر الفارس المشهور الصحابي عمرو بن معديكرب الزبيدي بن سعد العشيرة  يكنى أبا ثور وأحد صحابة النبي صلى الله عليه وسلم له وفادة إلى النبي صلى الله عليه وسلم مع قومة زبيد بن سعد العشيرة، وشهد اليرموك وأبلى بلاءً حسناً يوم القادسية، وكان فارساً بطلاً ضخماً عظيماً، أجش الصوت، إذا التفت التفت جميعاً، وهو أحد الشجعان المذكورين، لقب بفارس العرب، وكان له سيف الصمصامة، وكان عمرو بن معد الزبيدي طويل القامة وقوي البنية وحتى إن عمر بن الخطاب قال فيه: الحمد لله الذي خلقنا وخلق عمرواً تعجبا من عظم خلقه. قصيدة عمرو بن معديكرب الزبيدي في قبائل مذحج لمواجهة بطون معد بن عدنان:[47]

- الفارس المشهور وفارس مذحج في الجاهلية  قيس بن المكشوح المرادي

هو كما قال ابنُ الكلبي: قيس بن المكشوح، واسمه هُبيرة بن عبد يغوث بن الغُزَيِّل بن بدا بن عامر بن عوبثان بن زاهر بن مُرَادإِنما قيل له المكشوح لأَنه كوِي. وقيل: لأَنه ضرب على كَشْحِه ويقول ابن حجر في الاصابة.أن قيس كان فارسا شجاعا. 
وكان قيس فارس مذحج في الجاهلية ومن فرسان العرب المشهورين في فجر الإسلام
كان صحابياً وهو الذي قتل باذان الفارسي وقتل الأسود العنسي، وكانت له مواقف وبطولات شهيره في الفتوحات في زمن عمر وعثمان ما، ومنها معركتا اليرموك والقادسية الشهيرتان.
ويقول الطبري أن عمر بن الخطاب أمد أبا عبيدة بن الجراح بمعركة اليرموك بقيس بن هبيرة، وقد رجع العراق مع أهل العراق ولم يكن منهم. ويضيف الطبري بأن عمر بن الخطاب أمد سعد بن أبي وقاص بالعراق بسبعمائة فارس بقيادة قيس بن مكشوح المرادي المذحجي، قدموا من اليرموك لمساندة جيش المسلمين بيوم القادسية (معركة القادسية الشهيرة).
- الصحابي مالك بن الحارث بن عبد يغوث بن مسلمة النخعي من مذحج، لُقِّب بالأشتر لأنَّه تلقَّى ضربة على رأسِهِ في معركة اليرموك فسال قيح جُرحِهِ على عينه فشُترتْ عينُهُ، وهو من أهل الكوفة، فارس من فرسان العرب ومقاتل من الأشداء، وشهد يوم الجبل وأيام صفين مع علي وولاه علي (مصر) فقصدها فمات في الطريق، فقال علي: رحم الله مالكا فلقد كان لي كما كنت لرسول الله وله شعر جيد ويعد من الفرسان الأجواد العلماء الفصحاء. وفي صفين كانت له القيادة ولما انهزمت ميمنة العراق، قاله له علي: يا مالك، قال: لبيك، قال أئت هؤلاء القوم فقل لهم: (أين فراركم من الموت الذي لن تعجزوه، إلى الحياة التي لن تبقى لكم) فمضي فاستقبل الناس منهزمين فقال: أنا الأشتر، إلي أيها الناس، فأقبلت إليه طائفة، وذهبت عنه طائفة، فنادى: أيها الناس، عضضتم بهن آبائكم، ما أقبح ما قاتلتم منذ اليوم! أيها الناس: أخلصوا إلي مذحـجاً، فأقبلت مذحج فقال:

(عضضتم بصتم الجندل، ما أرضيتم ربكم، ولا نصحتم له في عدوكم، وكيف بذلك وأنتم أبناء الحروب، وأصحاب الغارات، وفتيان الصباح، وفرسان الطراد، وحتوف الأقران، ومذحج الطعان، الذين لم يكونوا يسبقون بثأرهم، ولا تطل دماؤهم، ولا يعرفون في موطن بخسف، وأنتم حد أهل مصركم، وأعز حيّ في قومكم، وماتفعلوا في هذا اليوم، فإنه مأثور بعد اليوم، فاتقوا مأثور الأحاديث في غد، وأصدقوا عدوكم، فإن الله مع الصادقين).
ثم قالوا خذ بنا حيث أحببت
وزحف الأشتر نحو الميمنة فأخذ لا يصمد لكتيبة إلا كشفها، ولا لجمع إلا حازه ورده، وهو القائل:
- الصحابي الجليل ثوبان بن بجدد الحكمي بن سعد العشيرة مولى النبي محمد صلى الله عليه وسلم، ذكر المُفسِّرون في أسباب النزول للآية 69 من سورة النساء: ﴿وَمَنْ يُطِعِ اللَّهَ وَالرَّسُولَ فَأُولَئِكَ مَعَ الَّذِينَ أَنْعَمَ اللَّهُ عَلَيْهِمْ مِنَ النَّبِيِّينَ وَالصِّدِّيقِينَ وَالشُّهَدَاءِ وَالصَّالِحِينَ وَحَسُنَ أُولَئِكَ رَفِيقًا ۝٦٩﴾ [النساء:69]، أنها نزلت في ثوبان. قال ابن الكلبي:[48] | مذحج | نزلت في ثوبان مولى رسول الله ﷺ، وكان شديدَ الحبِّ له قليلَ الصَّبرِ عَنْهُ، فأتاه ذاتَ يومٍ وقد تغيَّر لونه ونحل جسمه، يُعرَفُ في وجهِهِ الحزن، فقال له رسول الله: «يَا ثَوْبَانُ مَا غَيَّرَ لَوْنَكَ»؟ فقال: يا رسول الله ما بي من ضُرٍّ ولا وجعٍ غير أنِّي إذا لم أَرَكْ اشتقتُ إليك واستوحشتُ وحشةً شديدةً حتى ألقاك، ثم ذكرتُ الآخرة وأخافُ ألَّا أراكَ هناك؛ لأنِّي أعرف أنَّك تُرْفَعُ مع النبيين، وأنِّي وإنْ دخلتُ الجنَّة كنتُ في منزلةٍ أدنى من منزلتك، وإن لم أدخل الجنَّة فذاك أحرى ألَّا أرك أبدًا، فأنزل الله تعالى هذه الآية. | مذحج |

وعن أبي العالية الرياحي: «أن النبي قال: من تكفل لي أن لا يسأل أحداً شيئاً وأتكفل له بالجنة، فقال ثوبان: أنا، فكان لا يسأل أحداً شيئاً».
- الصحابي علقمة بن يزيد بن عمرو المرادي وفد على رسول الله صلى الله عليه وسلم، شهد فتح مصر وهو وأخوه عمرو، وولاه عتبة بن أبي سفيان على الإسكندرية في خلافة معاوية.[50]
- أُوَيس القَرْنيّ المرادي وهو أُويس بن عامر بن جَزء بن مالك بن عمرو بن سعد بن عَصوان ابن قَرَن بن ردمان بن ناجية بن مراد، سيد التابعين أدرك زمن النبي محمد ﷺ ولم يره، وقد شهد له النبي محمد ﷺ بالصَّلاح والإيمان وبرّه بوالدته وأنه خير التابعين وهو الذي لو أقسم عَلَى الله لأبره.[51][52]

روى مسلم بسنده عن أسير بن جابر قال:
| مذحج | كَانَ عُمَرُ بْنُ الْخَطَّابِ رضي الله عنه إِذَا أَتَى عَلَيْهِ أَمْدَادُ أَهْلِ الْيَمَنِ سَأَلَهُمْ: أَفِيكُمْ أُوَيْسُ بْنُ عَامِرٍ ؟ حتَّى أَتَى عَلَى أُوَيْسٍ فَقَالَ: أَنْتَ أُوَيْسُ بْنُ عَامِرٍ ؟ قَالَ: نَعَمْ. قَالَ: مِنْ مُرَادٍ، ثُمَّ مِنْ قَرَنٍ ؟ قَالَ: نَعَمْ. قَالَ: فَكَانَ بِكَ بَرَصٌ فَبَرَأْتَ مِنْهُ إِلَّا مَوْضِعَ دِرْهَمٍ ؟ قَالَ: نَعَمْ. قَالَ لَكَ وَالِدَةٌ ؟ قَالَ: نَعَمْ. قَالَ سَمِعْتُ رَسُولَ اللَّهِ صلَّى اللَّهُ عَلَيْهِ وسلَّم يَقُولُ: ( يَأْتِي عَلَيْكُمْ أُوَيْسُ بْنُ عَامِرٍ مَعَ أَمْدَادِ أَهْلِ الْيَمَنِ، مِنْ مُرَادٍ، ثُمَّ مِنْ قَرَنٍ، كَانَ بِهِ بَرَصٌ فَبَرَأَ مِنْهُ إِلَّا مَوْضِعَ دِرْهَمٍ، لَهُ وَالِدَةٌ هُوَ بِهَا بَرٌّ، لَوْ أَقسَّم عَلَى اللَّهِ لَأَبَرَّهُ، فَإِنْ اسْتَطَعْتَ أَنْ يَسْتَغْفِرَ لَكَ فَافْعَلْ ) فَاسْتَغْفِرْ لِي. فَاسْتَغْفَرَ لَهُ. فَقَالَ لَهُ عُمَرُ: أَيْنَ تُرِيدُ ؟ قَالَ: الْكُوفَةَ. قَالَ: أَلَا أَكْتُبُ لَكَ إِلَى عَامِلِهَا ؟ قَالَ: أَكُونُ فِي غَبْرَاءِ النَّاسِ أَحَبُّ إِلَيَّ. | مذحج |

- الأفوه بن عمرو بن مالك الأودي من أود بن صعب بن سعد العشيرة بن مذحج، من سادات العرب وفرسانها في الجاهلية وهو شاعر، ويعد من أشهر حكماء العرب.[53]، قال محمد بن السائب الكلبي: «كان الأفوه من كبار الشعراء القدماء في الجاهلية، وكان سيد قومه وقائدهم في حروبهم، وكانوا يصدرون عن رأيه».[54] لقب بالأفوه لأنه كان مفوهًا مجيدًا، قال ابن جني: «رجل مفوه إذا أجاد القول؛ لأنه يخرج من فيه، ومنه الأفوه الأودي».[55] وكان من أهل سرو مذحج، وانتهت إليه إمرة مذحج كلها. شهد الأفوه يوم رَوْضَةُ السُّلّانِ وكانت لهم الغلبة على بني نزار، وفي حربها قُتل ربيعة بن الحارث التغلبي.[56] قصيدة الأفوه بن عمرو الأودي في سعد العشيرة:

وقال الأفوه:
- فاتح بلاد خراسان الأمير الجراح بن عبدالله الحكمي بن سعد العشيرة وهو أبو عقبة الجرَّاح بن عبد الله الحكميّ الوالي الأموي على خراسان الكبرى والمشرق وسجستان وارمينية وأذربيجان والبصرة، وهو تابعي عاصر الصحابة، وحارب وجاهد في نصرة الإسلام ونشره في بلاد ما وراء النهر. أستشهد في معركة مرج اردبيل وظلت الجيوش العربية بعد ذلك إلى امد طويل تضرب المثل لكل ليلة حربية شديدة بقولها « ليلة كليلة الجراح » ولكل يوم عصيب بقولها « يوم كيوم الجراح ».[57]
- الربيع بن زياد الحارثي  ولى خراسان وفتح بعضها وكانت له منزلة عند عمر بن الخطاب رضي الله عنه.
- الصحابي الجليل فروة بن مسيك المرادي  الذي ولاه رسول الله صلى الله عليه وسلم على صدقات مذحج.
- الأمير عبد الله بن قيس الحارثي ، حليف بني فزارة. أمير بحر في صدر الإسلام، ولاّه معاوية بن أبي سفيان أمير الشام.[58] يُكنى  بأبي بحرية الشامي الحمصي. غزا قبرص، وكان أول أسطول جهزه المسلمون كان لغزو قبرص سنة 28 هـ والتقى مع عبد الله بن سعد بن أبي سرح قادماً من مصر فصالحهما أهلها على جزية مقدارها 7,000 دينار سنوياً. غزا خمسين غزوة ما بين صائفة وشاتية لم ينكب فيها، ولم يغرق معه أحدٌ[58] إلى أن قُتل سنة ثلاث أو أربع وخمسين.[58][59]
- الصحابي الجليل عبد الجد بن ربيعة الحكمي بن سعد العشيرة سيد مخلاف حكم وله وفادة للنبي صلى الله عليه وسلم، نزيل مصر وشهد فتحها واختط بها وأعقب.[60][61]
- الصحابي خولى بن عمرو بن زهير الجعفي بن سعد العشيرة شهد بدر والمشاهد كلها مع النبي صلى الله عليه وسلم[62]
- كثير بن شهاب الحارثي المذحجي وهو الذي قتل جالينوس يوم القادسية.[63]
- القائد عبد الرحمن بن حبيب الحكمي بن سعد العشيرة  أحد قادة الدولة الأموية ذكره المؤرخون في حروب الدولة الأموية ضد الخوارج حيث طلب الحجاج بن يوسف الثقفي من أمير المؤمنين عبد الملك بن مروان مددا لقتال الخوارج بقيادة شبيب بن يزيد فأرسل له عبد الملك القائد عبد الرحمن بن حبيب الحكمي بجيش قبائل مذحج. ولقد هزم شبيب الخارجي حتى ولى شبيب منهزماً[64][65][66]
- الصحابي الجليل عمار بن ياسر العنسي، من مذحج، صحابي كان من موالي بني مخزوم، ومن السابقين إلى الإسلام، شَهِدَ شهد المشاهد كلها مع النبي صلى الله عليه وسلم. قال الرسول صلى الله عليه وسلم فيهم: «صَبْراً آل يَاسِرٍ، فَإِنَّ مَوعِدَكمُ الجَنَّة».[67]
- الصحابي الجليل محمية بن جَزْء بن عبد يغوث بن عُويَجْ بن عمرو بن الزبيدي بن سعد العشيرة قيل: إنه شهد بدرًا فيما ذكر ابن الكلبيّ. وقال الواقديّ: أول مشاهده المُرَيسيع، هاجر إلى أرض الحبشة في الهجرة الثانية واستعمله رسول الله صَلَّى الله عليه وسلم، على مَقْسِم الخُمُس وسُهْمان المسلمين يوم المُرَيسيع وكان عاملَ رسول الله صلى الله عليه على الأخماس؛ ثبت ذكره بذلك في صحيح مسلم؛ من حديث عبد المطلب بن ربيعة بن الحارث ـــ أنه لما سأل النبيَّ صلى الله عليه وآله وسلم هو والفضلُ بن العباس أن يستعملها على الصدقات؛ فقال: «إنها أوساخُ الناس؛ ولكن ادعوا لي مَحْمِيَة بن جَزْء»(*) فأمره أن يزوج بنته الفضل بن العباس؛ وأمره أن يصدق عنهما مهور نسائهما.[68][69][70]
- الصحابي يزيد بن عبد المدان الحارثي وفد على النبي صلى الله عليه وسلم.
- * الصحابي قدامة بن مالك بن خارجة بن عمرو بن سلهم الحكمي ترجم له ابن حجر وأفاد أنه وفد على رسول الله صلى الله عليه وسلم, وشهد فتح مصر، وكان في مائتين من العظماء.[71]
- شريك ابن الأعور الحارثي وهو شريك بن الحارث بن عبد يغوث بن خلفة بن سلمة بن دهني الحارثي كان سيد قومة، دخل شريكاً ذات يوم على معاوية فنظر اليه وقال ما اسمك؟ فقال شريك بن الاعور لأنه كان يشتهر بهذا فقال معاوية ابن من؟ قال ابن الاعور فأخذ معاوية يتنكى به وقشال ما اهونك على عشيرتك اذ سموك بهذا فأسمك شريك وما لله من شريك وانك لأبن الاعور والصحيح خير من الاعور وانك لذميم الصورة فكيف سدت قومك؟ فألتفت له شريك وفي وسط المجلس وبكل ثقة عالية وقوة معنوية عالية وبوجود جلاوزة معاوية صاح شريك بصوت عال وأنت والله يامعاوية تدري ما معاوية؟ انها كلبة عوت فأستعوت منها الكلاب فسميت معاوية، وأنت بن صخر والسهل خير من الصخر وانك لأبن امية وامية أمة صغرت فصارت امية، فكيف كما يزعم هذا وذاك وتزعم أنت انك أمير المؤمنين؟ ثم خرج وهو يقول:

- معاوية الخير الجنبي هو معاوية بن عمرو بن معاوية بن عامر بن الحارث بن ربيعة بن الأجرد بن كعب بن منبه بن يزيد (جنب) بن حرب بن علة بن جلد بن مالك (مذحج) وهوصاحب لواء مذحج في حرب بني وائل، وكان مع تغلب.[72][73]
- زياد بن صالح الحارثي .
- طريف بن مالك النخعي.[74]
- شارق المرادي
- عطيه بن يربوع المذحجي وهو عندما أغارت الروم على إنطابلس فبعث عبد العزيز إليها زهير بن قيس، فقاتلهم وقتل أكثرهم. فثار عطيه ابن يربوع من مذحج وجمع المسلمين وقاتل الروم وهزمهم.[75]
- الأسود بن مقصود الحارثي [76]
- سويد بن غفلة بن عوسجة بن عامر الجعفي ابن سعد العشيرة أدرك الجاهلية والإسلام قيل إنه صلى مع النبي صلى الله عليه وسلم وشهد فتح اليرموك وخطبة عمر بالجابية.[77]
- مسهر الحارثي  شارك في فيف الريح وهو من ضرب عامر بن الطفيل على عينه وفقئت. وقال عامر بن الطفيل:[78]

- أبو ظبيان الجنبي وهو حصين بن جندب بن عَمْرو بن الحَارِثَ بن مَالِك بن وَحشِيّ بن مَالِك بن رَبَيعَةَ بن مُنَبَّه بن يَزَيْد الفَقيه.[79]
- شريك بن عمرو بن عبد يغوث المرادي، كان يوم القادسية قد ضرب رُسْتماً بالسيف.[79]
- فروة بن مسيك المرادي، وَفَد عَلَى النّبيّ صلى الله عليه وسلم واستعملَهُ عمرو بن الخطاب على صدقات مَذْحِج. ومن شعره:[79]

- هند بن عمرو بن جدله المرادي، قتل يوم الجمل مع أمير المؤمِنين عَليّ بن أبي طَالِب.[79]
- أويسَ بن عَمْرو بن جَزْء القرني المرادي، وَهْوَ الَّذي يُقالُ لَهُ أويسَ القَرَنّي، كان مِنْ التَابِعينَ.[79]
- هبيرة بن عبد يغوث المرادي، وَهو المَكْشُوح، كان سَيَّدَ مُرّاد.[79]
- الحارث بن كعب الحارثي، حاكم منطقة نجران وماجاورها وهو من أصحاب الأخدود من ورد ذكرهم في القرآن الكريم.[80]
- عُمِير بن بَشِير بن عُمير الحكمي بن سعد العشيرة، جاهلي وله يقول الشاعر:

- جعادة بن أفلح بن الحارث الحكمي بن سعد العشيرة، خطيب جاهلي، ذكر في كتاب الأمالي أن نشأ للملك سلامة ذي فائشٍ ابن ٌ كأكمل ِ أبناءِ المقاول، وكان به مسرورًا يرشِّحُه لموضعِه، فركبَ ذات يومٍ فرسًا صعْـباً فكبا به فوقصه، فـجَـزَعَ عليه أبوه جزعًا شديدًا، وامتنعَ مِنَ الطعامِ، واحتجبَ عنِ الناسِ، واجتمعتْ وفودُ العربِ ببابه ليعزوه، فلامَه نـُـصَحاؤه في إفراطِ جزعِه، فخرجَ إلى الناس. فقامَ خطباؤهم يُــؤَسُّوْنه، وكان في القوم جعادةُ بنُ أفلحَ بنِ الحارثِ الحكمي والمُلَبب بنُ عوف بنِ سلمةَ بنِ عمرو بنِ سلمةَ الجعفي. فقام جعادة فقال:[81]

«أيها الملكُ، لا تشعرْ قلبـَـك الجزعَ على ما فاتَ، فيغفلَ ذهنـُـك عن الاستعدادِ لما يأتي، وناضلْ عوارضَ الحُزنِ بالأنـَـفـَـةِ عنْ مُضَـاهَــاةِ أفعالِ أهلِ وَهـْـي ِ العقولِ، فإنّ العزاءَ لحُـزمَاءِ الرجالِ، والجزعَ لربَّاتِ الحِـجَـال، ولو كانَ الجزعُ يردّ فائتـًا، أو يحيي تالفاً، لكانَ فعلاً دنيئاً، فكيف به وهو مجانبٌ لأخلاقِ ذوي الألبابِ ؟! فارغبْ بنفسِك - أيها الملكُ - عما يتهافتُ فيه الأرذلون، وصُنْ قدرَك عما يرتكبُه المخسوسون، وكن على ثقةٍ أنّ طمعَـك فيما استبدتْ به الأيامُ، ضِــلـّـة ٌ كأحلام ِ النيام ِ».
- المُلَبب بن عوف بنِ سلمةَ بنِ عمرو بنِ سلمةَ الجعفي بن سعد العشيرة، خطيب جاهلي وكان مع جعادة بن أفلح الحكمي عند الملك سلامة ذي فائش ومن خطبته:[81]

«أيها الملك، إنّ الدنيا تجودُ لتسْـلـبَ، وتعطي لتأخذَ، وتجمعُ لتشتتَ، وتـُـحْـلــي لـتـُـمِــرَّ، وتزرعُ الأحزانَ في القلوبِ، بما تفجأ به منْ استردادِ الموهوبِ؛ وكلًّ مصيبةٍ تخطأتـْـكَ جَـلـَـلٌ، ما لم تـُـدْن ِالأجلَ، وتقطعِ الأملَ؛ وإن حادثـًا ألمَّ بك، فاستبدَّ بأقلك، وصفحَ عن أكثرِك لمِنْ أجلِّ النعمِ عليكَ. وقد تناهتْ إليك أنباءُ مَنْ رُزِيَ فصبرَ، وأصيبَ فاغتفرَ، إذ كان شَـوَىً فيما يُرتقبُ ويُحذرُ؛ فاستشعرِ اليأسَ مما فاتَ إذ كانَ ارتجاعُه ممتنعاً، ومرامُه مستصعبًـا، فلشئٍ ما ضُرِبتِ الأُسى، وفزع أولو الألبابِ إلى حُسْنِ العَزاء».
- مرداس بن صبيح الحكمي بن سعد العشيرة، شاعر جاهلي معمر عاش ثلاثين ومائتي سنة، يظهر من شعره أنه كان فارساً شجاعاً وشاعراً فصيحا، قد خاض صراع ومنافرات مع فرسان قبيلة حجور الهمدانية، فقال:

- الحِنْبِص الحصين بن ربيعة الجعفي بن سعد العشيرة، كان فَارِساً، وله يقول العامري، من بني عامر بن صعصعة:«يا لَيْتَ قَوْمي كُلَهُم حَنَابِصَة» وغزا في الجاهلية، وشهد القادسية.
- المثلم بن قيس بن معاوية الجعفي بن سعد العشيرة، وَهْوَ الذي تزوج الحسين بن علي ابِنْته عَائِشَةَ بالكُوفَةِ، وقد رَأسَ المثلَّمُ.
- جبلة بن زحر الجعفي بن سعد العشيرة، قتل يوم الجماجم، وهو قاتل قتيبة بن مسلم البِاهِليّ أيام خراسان، وولي خراسان فَقَأل الشَّاعِر:

- شراحيل بن شيطان بن الحَارِثَ الجعفي بن سعد العشيرة؛ الرئيس الَّذي قتله بَنو جعدة بن كعب بن ربيعة بن عَامِر، ويقولُ لَهُ النابغة الجعدي:[82]

وكان بعيد الغارة، ولَهُ يقولُ عمرو بن معديكرب:
- عمراً بن عبدالحارث بن عبد الله بن كعب من أود بن صعب بن سعد العشيرة، كان رئيس مذحج في القادسية.[79][82]
- محمية بن جزء من زبيد بن صعب بن سعد العشيرة، فإنه كان على المقاسم يوم بدرٍ، وَهو حَلِيفُ بَني جُمَح، كانَتْ ابِنْته عِنْدَ الفَضل بن العَبَّاس بن عَبْدَ المُطَّلب، فَوَلَدِة لَهُ أم كُلثُوم.[79][82]
- عمرو بن الحجاج بن عبد الله من زبيد بن صعب بن سعد العشيرة، كان من أشراف مَذْحِج بالكُوفَةِ.[79]
- عبد الله بن ذباب بن الحارث بن أنس الله بن سعد العشيرة، شهد صفين مع علي بن أبي طالب.[79]
- عُبيدة بن هبار بن أوس مناة من عائذ الله بن سعد العشيرة، وفد إلى النبي صلى الله عليه وسلم.[79][82]
- عبد الله بن كنانة بن عبد الله من عائذ الله بن سعد العشيرة، كان من فرسان مذحج.[79]
- زياد بن شبيب بن لقيط من عائذ الله بن سعد العشيرة.[79]
- سُويْد بن عبد الله من عائذ الله بن سعد العشيرة، كان شريفاً.[79]
- مُجَمَّع بن عَبْدَ اللَهُ من عائذ الله بن سعد العشيرة، قَتَلَ مَعَ الحُسَين بن عَليّ عَلَيهِ السَلام بالطَّفّ.[79]
- حصين بن ابي أوس بن عبد الله من عائذ الله بن سعد العشيرة، شهد القادسية.[79]
- عروة بن جابر بن بادية بن الدول بن إياس من عائذ الله بن سعد العشيرة، وهو أبو عُمير، كان عابداً.[79]
- عمرو بن عبيدالله بن عمرو بن جابر من عائذ الله بن سعد العشيرة، ولي الرُبع بالكوفة، إستعمله عبد الله بن عُمر عبد العزيز أيام ولي الكوفة مع منصور بن جمهور.[79]
- خيشنة بن جَابِر من عائذ الله بن سعد العشيرة، كان عَالِماً.[79]
- سَلَمَةُ بن يَزَيْد بن مَشْجَعَةَ بن المُجَمَّع الجعفي بن سعد العشيرة الوَافِد عَلَى الرسول صلى الله عليه.
- مُزيد والأختم بَنو قَيْس بن مشجعة الجعفي بن سعد العشيرة، شَهِدَوا القَادِسيَّةَ.[79]
- بدرُ بن المعقل الجعفي بن سعد العشيرة، قَتَلَ مَعَ الحُسَين بن عَليّ عَلَيهِ السَلام بالطف فقال يومئذ:[79]

- زهير بن الخنساء الجعفي بن سعد العشيرة كانَ مِنْ فرسَان جُعْفيّ في الجَاهِليَّة.[79]
- الشاعر المشهور  أبو الطيب المتنبي هو أحمد بن الحسين بن الحسن بن عبد الصمد الجعفي بن سعد العشيرة من أعظم شعراء العربية، وأكثرهم تمكناً من اللغة العربية وأعلمهم بقواعدها ومفرداتها. فيوصف بأنه نادرة زمانه، وأعجوبة عصره، وظل شعره إلى اليوم مصدر إلهام ووحي للشعراء والأدباء.

ومن قصائده:
- الشاعر العباسي المشهور أبو نواس  الحسن بن هانئ بن عبد الأول بن الصباح الحكمي المذحجي شاعر عربي من أشهر شعراء عصر الدولة العباسية ويكنى بأبي علي أو أبو نواس ولد في الأهواز ونشأ بالبصرة. قال الجاحظ: ما رأيت رجلا أعلم باللغة ولا أفصح لهجة من أبي نواس. وقال أبو عبيدة: كان أبو نواس للمحدثين كامرئ القيس للمتقدمين. وأنشد له النظَّام شعراَ ثم قال: هذا الذي جمع له الكلام فاختار أحسنه. وقال كلثوم العتابي: لو أدرك أبو نواس الجاهلية ما فضل عليه أحد.[83][84]

ومن قصائده:
- جابر بن طارق النخعي  ضرب رستم على تاجه فيخر رستم صريعاً في معركة الجولاء سنة 16 هـ.[85]
- طريف بن مالك النخعي، أول من دخل الجزيرة الإيبيرية إسبانيا وكان قائداً على العرب والبربر.[86]
- الإمام العالم البخاري هو محمد بن إسماعيل بن إبراهيم بن المغيرة بن بَرْدِزبَه الجعفي البخاري وقد اختلف المؤرخون حول أصله، قيل أنه عربي أصله من جعفي بن سعد العشيرة. فذكر عدد من العلماء أن جدّه الأكبر هو الأحنف الجعفي وأن «بَرْدِزبَه» صفة وليس اسم وتعني «الفلاح» وهو ما تعود العرب عليه في البلدان الأعجمية،[87]</ref>[88]
- أبو الفضل الحارثي، من أشهر علماء دمشق وهو مخترع ساعة الجامع الأموي، له من العلوم بمختلف مجالاتها الطب والفلك والهندسة وبالشعر والنحت حتى ذاغ صيته.[89]
- ابن خلف المرادي أشهر علماء الأندلس وهو من أخترع وقام بتطوير الساعة المائية الميكانيكية ترجمت كتبته ونقلت إلى الفونسو العاشر.[90]

## القبائل المذحجية في الأندلس
شاركت قبائل مذحج الطعان في الفتوحات الإسلامية في صدر الإسلام وفي الفتح الإسلامي للأندلس كانوا مع الجيش الفاتح ومن القبائل المذحجية التي فتح الله على أيديهم البلاد وسكنوا بها هم: الحكمي، المازني، العنسي، القشيري، المذحجي، الزبيدي، مُراد، وبنو سراج، وبنو سعيد.

## قبائل سُميت على مذحج
هذه القبائل سُمي بنوها على أسماء أمهاتهم من مذحج:
- (باهلة): بنت صعب بن سعد العشيرة ابن مذحج، أم يمانية نسب إليها بنوها.[92]
- (بجيلة) بنت الصعب بن سعد العشيرة ابن مذحج: أم، وهي أخت باهلة، ينسب إليها بنوها من زوجها أنمار بن إراش.[92]
- (تجيب) بنت ثوبان بن سليم، من مذحج، ينسب إليها التجيبيون، وهم من أهل حضرموت، كانت لهم إمارة في سرقسطة وغيرها.[92]

## من قبائل مذحج
- قبيلة مراد رؤس مذحج
- قبيلة عنس
- قبيلة آنس
- قبيلة الحداء
  - قبيلة عبيدة
- قبيلة سنحان
- بنو جلد بن مذحج:
  - بنو النخع
    - الجحافل
      - بنو حنش (آل حنش ، الحنشي)

  - بنو صداء
  - بنو جنب
    - قبيلة قحطان
      - بني بشر
      - رفيدة
      - عبيدة
        - الهواجر

      - شريف
        - بني هاجر (الجنوب)

      - سنحان
        - آل السري
        - آل عمر
          - الحباب
          - الجحادر
- سعد العشيرة بن مذحج (جد):
  - بنو عائذ الله
    - بنو مالك بن عبد مناة
    - بنو معاوية بن مافان.

  - بنو الحكم
    - بنو جَشَم
    - وبنو سِلهم
    - بنو أسلم

  - بنو زيد الله
    - بنو عامر
    - وبنو اشرس
    - بنو عوف
    - وبنو الدائل

  - بنو الصعب
    - بنو أود[93]
    - بنو قتبة (أو زبيد الأكبر)

  - بنو جعفى
    - بنو مَرَّان
    - بنو حَريم

  - بنو نمرة
    - ومنهم بنو الحدا
    - بنو سليم

  - بنو الحر
    - بنو الحمد
    - بنو العدل

  - بنو انس الله
    - بنو عبد العزيز
    - بنو الحارث

  - بنو هذان
  - بنو أوس الله

## الإسلام
كان الصحابي عمار بن ياسر العنسي المذحجي من المسلمين الأوائل وقد قدم من اليمن إلی مكة وقد نزلت فيه آية قرآنية.
عند مجيء الإسلام كان اليمن مقسم ويحكمة عدة ملوك وأقيال عبهلة العنسي زرعة ذي يزن ملك حمير وحجر ملك حضرموت واسميفع بن وعلة ملك سبأ. وبعد حروب الردة، تزعم الملك عبهلة بن كعب بن عوف العنسي قبائل مذحج، حيث كان يرى الملك عبهلة العنسي بأن الأجانب الذين أتوا ليحكموا اليمن ليسوا باحق منه في حكم البلاد، واتبعته القبائل والمناطق اليمنية، واقدم الملك عبهلة العنسي على السيطرة على صنعاء
وامتد نفوذ الملك عبهلة العنسي إلى حضرموت.